# خلية حمضة (النخامية الأمامية)
الخلايا الحَمِضَة (بالإنجليزية: Acidophil cell)‏ هي الخلايا التي توجد في النخامية الأمامية، ولها قابلية عالية على التصبغ بالأحماض. يستخدم هذا المصطلح لوصف نوعين مختلفين من الخلايا التي توجد في النخامية الأمامية، وتلطخ جيدًا بالأصباغ الحمضية هما:
- خلايا الموجِّهة الجسديَّة [الإنجليزية]، التي تفرز هرمون النمو (هرمون ببتيدي)
- خلايا مفرزة للبرولاكتين، التي تفرز البرولاكتين (هرمون ببتيدي)

لا يمكن تمييز هذان النوعان عن بعضها البعض، وذلك عند استخدام تقنيات التلوين القياسية (على الرغم من أنه يمكن تمييزها عن الخلايا القَعِدَة والخلايا كارهة اللون [الإنجليزية])، لذا يتم تصنيفها ببساطة على أنها خلية حَمِضَة «acidophils».